# Arquebisbat de Tarragona
L'Arxidiòcesi de Tarragona (en llatí, Tarraconensis) és una demarcació eclesiàstica que comprèn les comarques catalanes del Tarragonès, Alt Camp, Conca de Barberà i Baix Penedès i part del Baix Camp, el Priorat, les Garrigues i l'Urgell. El cap de l'arxidiòcesi és l'arquebisbe de Tarragona, el bisbe més important de Catalunya. Té el títol de Primat i és Arquebisbe Metropolità.
La seva seu està ubicada al Palau Arquebisbal de Tarragona, davant de la Casa dels Canonges i al costat del Seminari Pontifici de Tarragona.

## Territori
Des del 2023, la diòcesi està dividida en 5 arxiprestats:
- Arxiprestat de l'Alt Camp
- Arxiprestat del Baix Camp-Priorat
- Arxiprestat del Baix Penedès
- Arxiprestat de la Conca-Urgell-Garrigues
- Arxiprestat del Tarragonès

L'arquebisbat de Tarragona encapçala la província eclesiàstica Tarraconense, tenint autoritat metropolitana sobre:
- Bisbat de Girona (formada el 397)
- Bisbat de Lleida (formada el 419)
- Bisbat de Vic (formada el 516)
- Bisbat de Tortosa (formada el 516)
- Bisbat d'Urgell (formada el 527)
- Bisbat de Solsona (formada el 1597)

Antigament, la Tarraconense també va tenir autoritat sobre les següents diòcesis i bisbats:
- Bisbat de Besalú
- Bisbat d'Ègara
- Bisbat d'Empúries
- Bisbat de Menorca
- Bisbat de Mallorca
- Bisbat d'Eivissa
- Bisbat de València
- Diòcesi de Roses
- Bisbat d'Osca
- Bisbat de Saragossa
- Bisbat de Tarassona
- Bisbat de Calahorra
- Bisbat de Pamplona
- Diòcesi d'Oca (Burgos)
- Bisbat de Sasau
- Diòcesi d'Amaia i Segia (Segia, actual Ejea de los Caballeros)
- Diòcesi d'Alesanco (La Rioja)
- Bisbat d'Elna
- Bisbat de Barcelona

S'hi han celebrat 179 concilis provincials, essent la província catòlica amb més concilis celebrats. El primer data del 380 i l'últim va ser el Concili Provincial Tarraconense de 1995.

## La Seu Metropolitana
Alguns dels edificis destacables de l'arquebisbat són:
- La Catedral de Tarragona és un edifici sòlid i elegant, que combina els estils romànic i gòtic. Edificada damunt d'una mesquita (i aquesta damunt un temple romà), les obres foren iniciades per Oleguer de Barcelona. L'altar major no fou elaborat fins al 1426 i el cor fins al 1493. No fou fins al segle xvi quan es feren l'orgue, les vidrieres, etc.

La façana té tres seccions i la nau és de planta de creu llatina. És destacable la Capella de Santa Tecla, patrona de Tarragona, començada el 1760 i acabada el 1776. La pica baptismal és una magnífica peça de marbre que es va trobar a les ruïnes del temple d'August.
- L'Església de Sant Pau, edificada al lloc on, segons la tradició, hi predicà Sant Pau.
- L'Església de Santa Tecla, patrona de Tarragona.
- El Palau de l'Arquebisbe, situat a l'antic capitoli romà, reconstruït el segle xix.
- El Seminari de Sant Pau i Santa Tecla, fundat el 1570, té el rang d'Universitat Pontifícia.
- Cal destacar també els monestirs de Poblet (Conca de Barberà), Vallbona de les Monges (Urgell) i Santes Creus (Alt Camp).
- Altres edificis notables són: Els convents de les clarisses, de Santa Teresa, dels caputxins, de Sant Francesc (actualment escola), dels jesuïtes, dels dominicans (actualment és l'Ajuntament de la ciutat), dels mercedaris i dels Carmelites (els dos últims cedits a l'exèrcit).
- Antigament a l'Amfiteatre de Tarragona hi havia una església al centre de l'arena, que fou el lloc on sofrí martiri Sant Fructuós.

## Història

### Bisbat de Tarraco
L'església de Tarragona va ser de les primeres comunitats cristianes d'Hispània. La tradició conta que van predicar a la ciutat Sant Pau (l'any 64) i l'apòstol Sant Jaume.
Se suposa que Sant Pau va deixar algú al capdavant de la comunitat cristiana i, els seus successors, amb el temps, esdevindrien bisbes. Les primeres referències, però, daten del segle iii i són les Actes del Martiri del bisbe Fructuós i els diaques Auguri i Eulogi, d'aquesta manera, sant Fructuós de Tarragona és el primer bisbe de Tàrraco conegut, però es desconeix el nombre de predecessors que tingué en el càrrec.

### Arquebisbat Tarraconense
El 475, el rei visigot Euric va saquejar la ciutat. Amb l'arribada dels pobles germànics, van florir els concilis provincials (516-517, 546, 589, 599, 646, 683-684, 688, 693-694, etc.) tant a Tarragona, com a Toledo o Ègara. Gràcies a les actes d'aquests concilis, es coneixen els noms dels arquebisbes de Tarragona d'aquells anys.

### Tarrakuna musulmana
Amb l'arribada dels àrabs, s'extingí l'arquebisbat de Tàrraco. Els bisbes de Narbona i Barcelona pressionaren per tal de nomenar-se metropolitans, però els diferents papes no ho acceptaren.
Alguns clergues, com és ara Cesari o el bisbe de Vic Ató s'autoanomenaren durant uns anys bisbes de Tarragona, però els seus intents no reeixiren. Amb tot, el 1091 el Papa Urbà II va restituir la seu arquebisbal amb dignitat metropolitana en la persona de Berenguer Sunifred. La qüestió estigué aturada fins a la reconquesta de la zona per part de Ramon Berenguer III.

### Arquebisbat de Tarragona
Oleguer de Barcelona fou l'encarregat de repoblar l'arxidiòcesi, després de l'expulsió dels musulmans, amb tot, però, hi hagué violentes lluites pel control de la zona entre els següents arquebisbes i els fills de Robert d'Aguiló, comte de Tarragona. Fins al 1318, els reis d'Aragó havien de ser coronats per l'arquebisbe de Tarragona.
El titular de la seu de Tarragona, actuà durant molts segles com un autèntic senyor feudal, així, per exemple, l'arquebisbe Guillem de Montgrí va participar en la conquesta de Mallorca amb Jaume el Conqueridor i va encapçalar la d'Eivissa i Formentera.
El cardenal Vidal i Barraquer visqué la sagnant repressió contra les persones i el patrimoni de l'església el 1936: foren assassinats 136 preveres, més d'una tercera part del presbiterat, entre ells el seu bisbe auxiliar, el canongí Manuel Borràs; a més de molts religiosos i laics. El 1940 es restaurà la comunitat monàstica de Poblet.
L'any 1957, en virtut del Concordat del 1953, s'incorporaren a l'arquebisbat de Tarragona les parròquies dels arxiprestats del Baix Penedès i de Santa Coloma de Queralt, que fins aleshores pertanyien a l'Arquebisbat de Barcelona i al bisbat de Vic respectivament.
L'Arquebisbat de Tarragona va viure el 2013 la beatificació més nombrosa de la història de l'Església Catòlica, coneguda com la Beatificació de Tarragona.